# Яхонтов, Иван Петрович
Ива́н Петро́вич Я́хонтов (1855 — 27 января 1886) — российский богослов, преподаватель Московской духовной академии, автор ряда теологических трудов.

## Биография
Родился в 1855 году в Курской губернии, отцом Яхонтова был священник.
Учился в Курском духовном училище, а затем в Курской духовной семинарии, которую окончил в 1867 году.
После окончания духовной семинарии поступил Московскую духовную академию, где проявил выдающиеся способности. В 1881 году после окончания духовной семинарии назначен преподавателем философских наук Ярославской губернии, а через два года избран доцентом кафедры богословских наук Московской духовной академии. Яхонтов читал курс и готовился к докторскому экзамену, но серьёзным занятиям мешала болезнь — порок сердца.
Яхонтов умер 27 января 1886 года в Курской губернии, где находился на зимних каникулах, там был и похоронен.

## Сочинения
Яхонтов написал ряд сочинений, а также ряд статей в печатных изданиях духовной тематики, преимущественно в «Московских Церковных Ведомостях» и в «Курских Епархиальных Ведомостях». Самая известная его работа — «Изложение и историко-критический разбор мнения Ренана о происхождении еврейского единобожия» - была издана как приложение к «Прибавлениях к творениям Св. Отцов», а позже напечатана и отдельно (М., 1884).